# Figlie di Maria e Giuseppe

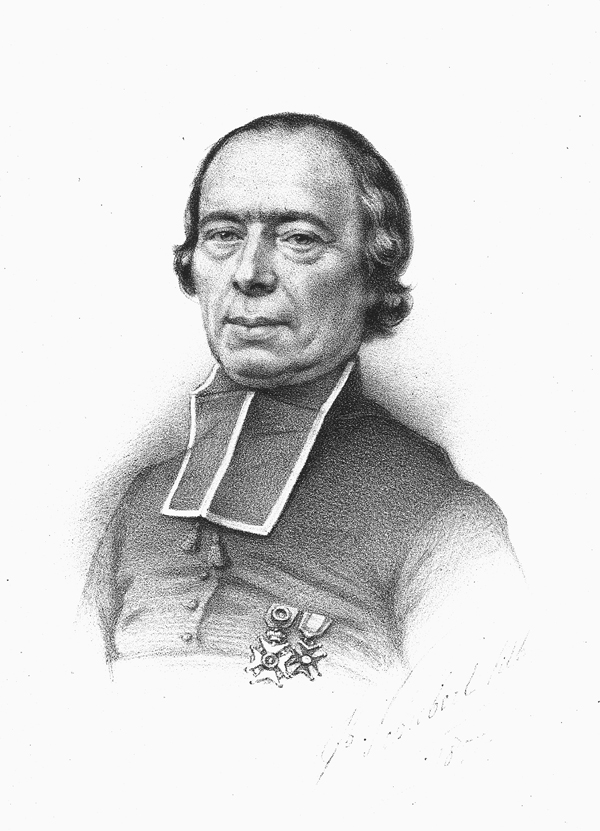
Constant van Crombrugghe, fondatore della congregazione

Le Figlie di Maria e Giuseppe sono un istituto religioso femminile di diritto pontificio: le suore di questa congregazione, dette Dame di Maria, pospongono al loro nome la sigla D.M.J.

## Storia
La congregazione venne fondata ad Aalst nel 1817 da Constant van Crombrugghe (1789-1865) per l'educazione delle fanciulle delle classi popolari: l'istituto ebbe notevole diffusione a partire dal 1830, dopo l'indipendenza del Belgio dai Paesi Bassi.
Le Dame di Maria ricevettero il pontificio decreto di lode nel 1863 e vennero approvate definitivamente dalla Santa Sede nel 1891.

## Attività e diffusione
Le Dame di Maria si dedicano all'istruzione e all'educazione cristiana della gioventù.
Sono presenti in Europa (Belgio, Irlanda, Italia, Regno Unito), in Africa (Burundi, Camerun, Ghana, Uganda) e in America (Brasile, Stati Uniti d'America): la sede generalizia, dal 1962, è a Roma.
Al 31 dicembre 2005 l'istituto contava 218 religiose in 36 case.